# Kolonia Bolimowska-Wieś
Kolonia Bolimowska-Wieś – wieś w Polsce położona w województwie łódzkim, w powiecie skierniewickim, w gminie Bolimów, nad rzeką Rawką.
W latach 1975–1998 miejscowość administracyjnie należała do województwa skierniewickiego.
We wsi znajduje się niemiecki cmentarz z I wojny światowej, na którym oprócz żołnierzy niemieckich pochowanych jest kilku żołnierzy rosyjskich.